# Les Mains
Pour plus de détails, voir Fiche technique et Distribution.
Les Mains (Τα χέρια (Ta Chéria)) est un film grec réalisé par John Contes et sorti en 1962.
Premier film expérimental grec : tout n'est joué que par des mains tandis qu'une voix off narre l'histoire.

## Synopsis
Un jeune homme est trahi par la femme qu'il aime. Il la tue et se retrouve en prison. Il est libéré grâce à un charme magique qu'il porte toujours sur lui.

## Fiche technique
- Titre : Les Mains
- Titre original : Τα χέρια (Ta Chéria)
- Réalisation : John Contes
- Scénario : John Contes
- Direction artistique :
- Décors :
- Costumes :
- Photographie : Fotis Mesthénaios (el)
- Son :
- Montage :
- Musique : Kostas Kapnisis (en)
- Production :  Julian Roberts
- Pays d'origine :  Grèce
- Langue : grec
- Format : Noir et blanc
- Genre : Film expérimental
- Durée : 75 minutes
- Dates de sortie : 1962

## Distribution
- Antouanetta Rondopoulou
- Kakia Panagiotou (el)
- Alekos Deligiannis

## Récompenses
- Semaine du cinéma grec 1962 (Thessalonique) : meilleure musique